# 八打灵再也博物馆
八打灵再也博物馆 (马来语: Muzium Petaling Jaya)是马来西亚雪兰莪州八打灵再也的一间博物馆，也是州内首座地方文化博物馆。馆内展示了八打灵再也的历史发展。

## 历史
博物馆于2007年11月开放。后来关闭进行装修，并于2016年4月重新开放。 

## 展览
博物馆内展示了八打灵再也的历史发展，分为三个部分，分别是八打灵再也的起源，行政和发展。

## 开放时间
除了周五和公共假期，博物馆每天开放时间为上午9时至下午5时，入场免费。

## 交通
博物馆距离 KJ20 再也花园站东面，可通过步行抵达。